# Aegognathus leuthneri
Aegognathus leuthneri is een keversoort uit de familie vliegende herten (Lucanidae). De wetenschappelijke naam van de soort is voor het eerst geldig gepubliceerd in 1886 door Van de Poll.